# マイバッハ・57/62
マイバッハ・57、62（Maybach 57/62 ）は、ダイムラークライスラーAG（現メルセデス・ベンツ・グループ）によるマイバッハブランドの復活後に発表された初の高級乗用車である。
Fセグメントに属し、同ブランドのフラグシップモデルだった。2013年2月に生産終了となった。

## 歴史
1997年、ダイムラー・ベンツ（当時）は東京モーターショーに「メルセデス・ベンツ・マイバッハ」という名称のSクラスをベースとしたコンセプトカーを出展し、「マイバッハ」ブランドを復活させることを決定した。
2002年、新設された「マイバッハ」ブランドからショートホイールベースの「57」とロングホイールベースの「62」が登場。高度な技術と厳選した素材が使用されており、車体剛性の高さと、それによる安定性やNVH性能は、既存のSクラスをはるかに上回る。装備や仕様はオーダーメイドであり、内装の化粧板を大理石にすることも可能で、市販されているものとしては最も高額な乗用車の一つであった。「57」や「62」という2桁の数字は、これら車種の想定顧客である富裕層になじみのあるヨット（帆走艇やプレジャーボートなど）と同様に、その全長に由来する。実寸は57が5,723 mm、62が6,165 mm となる。
フロントに搭載されるM285型エンジンは、排気量5,513 ccの水冷V型12気筒SOHCツインターボで、最高出力550 ps (405 kW)  / 5,250rpm、最大トルク91.8 kgm (900 Nm)  / 2,300 - 3,000 rpmを発生する。駆動方式は5速ATを介した後輪駆動（FR）。
2005年のジュネーヴ・ショーにて、よりパワフルなエンジンと専用内外装を持ったスペシャルモデル「57S」と「62S」が発表された。搭載されるエンジンは排気量を5,980 ccに拡大したV型12気筒SOHCツインターボで、最高出力612 ps (450 kW)  / 4,800 rpm、最大トルク1,000 Nm / 2,000 rpmを発生する。
2006年には2ドアクーペの「マイバッハ・エクセレロ」を発表するが、コンセプトカーに留まり市販化はされなかった。競合ブランドであるロールス・ロイスやベントレーが、ドライバーズカーであるクーペやコンバーチブルを豊富に揃えていることとは対照的に、マイバッハはショーファードリヴン（運転は専属の運転手が行う）を前提としたリムジンのみであった。
2007年11月の中東国際オートショーにて62Sをベースとした「62 Landaulet」（ランドレー）を発表。このモデルは、1920 - 1930年代によく見られた、後部座席側のみのルーフを開閉可能なソフトトップにした専用のランドーレットボディが与えられ、室内前後は電動パーティションによって仕切ることができる。翌2008年1月に限定で生産されることが決定し、価格はベースになった「62S」の倍以上であった。
2009年のジュネーヴ・ショーにて、戦前のモデルと同じ「ツェッペリン」の名を冠したモデルを追加。このモデルは世界限定100台で57と62に用意され、専用内外装と最高出力を640 ps (47 kW) に引き上げたエンジンが搭載された。
2010年、ドイツのコーチビルダー、ザナテック (Xenatec)は57Sをベースにしたクーペボディタイプ「Crusiero Coupe」を発表、当初この限定版は11台製造されたと言われていたが、コーチビルダーの破産により最終的には8台が完成したと報じられた。 1台あたりの価格は80万ユーロ (約9,600万円)。
2011年11月、販売不振を理由として2013年までにマイバッハブランドを廃止することが発表された。

## 車名の由来
東京モーターショーでの初公開車両でもみられる通り、当初は「メルセデス・ベンツ・マイバッハ」という名称を用い、メルセデス・ベンツ・ブランドの最上位車種とする予定だった。公開されたコンセプトカーにもメルセデス・ベンツの「スリーポインテッド・スター」が装着されていた。しかし、当時の経営陣は「Sクラスこそが最高のメルセデスである」というマーケティング上の戦略を優先し、「マイバッハ」を独立したブランドとして復活させることに決定した。なお、この決定に最後まで反発し「予定通りメルセデス・ベンツ・マイバッハとして販売すべき」「世界的知名度のないマイバッハではなく、メルセデス・ベンツのネームバリューを活用して展開すべき」と主張したのは、2006年から2019年にかけてダイムラーAGの代表を務めたディーター・ツェッチェであった。

## 日本における販売
57と62の販売については、東京都港区にメルセデス・ベンツ日本直営の六本木ショールームが新設され、そこで行われた。訪問には事前予約が必要で、日本に3人のみのパーソナル・リエゾン・マネージャー（PLM）と呼ばれる専任の販売員が担当し、商談は原則として1日1組のみであった。車両本体以外に外板色や内装材の見本がすべて取り揃えられており、色の組み合わせや素材の手触りを実際に確認してから注文することができた。セールス担当者が顧客のもとで出張商談を行う際には、これらの素材をコンパクトにまとめた営業ツールを持参していたという。
2002年9月発売時の日本での販売価格は約4,100万円（消費税込）からとなり、最高級のオーダーメイドプランを組んだ場合は1億円にもなるといわれた。装備の価格例としては、サンルーフが約180万円、電動パーティションが約400万円などで、パーティションとセットでインターコム・システムが装備される。
各モデルとも約150万円の追加により、右ハンドル仕様車も選択できた。その後、数度の価格改定を経て2010年後半時点では、「57」の右ハンドルで約5,000万円（消費税込）となっていた。なお、2010年7月22日に日本市場に追加されたマイバッハ・ランドレーの価格は1億4,200万円（消費税込）からであった。
車両の購入にあたっては、代金を銀行振り込みとすること以外に特別な購入条件などはなかったという。ただし、任意保険の加入条件は保管場所の要件を含め、それなりに厳しいものであった。納車の際には、顧客の指定した時間と場所まで、専用のトランスポーターで運ばれる。
アフターサービスについては直営の「マイバッハ・SLRサービスセンター東京」（東京都目黒区碑文谷）が担当し、中・軽度の整備および修理については全国4か所（札幌、仙台、大阪、福岡）のメルセデス・ベンツ指定サービス工場内に設置した「マイバッハサポートセンター」が、ごく軽度なメンテナンスについては全国のメルセデス・ベンツ指定サービス工場ネットワークが担当している。なお、マイバッハ・SLRサービスセンター東京は2011年にメルセデス・ベンツ品川（東京都品川区東品川）に委譲されているほか、新潟市のヤナセには57が常設展示されていた。
57と62は、2010年半ばまでに全世界で累計2,600台を売り上げ、日本においても150台以上が販売されたという。2006年の日本での年間販売台数は18台（統計資料、日本自動車販売協会連合会）であった。

## ギャラリー
- 62
- 62 前席（2006年）
- 62 後席（2003年）
- 62 後席パーテーション（2008年）
- 62S ランドレー（2010年）